# Johann Heinrich von Stammer
Johann Heinrich von Stammer (* 27. Juli 1603 in Westdorf; † 8. Mai 1654 auf Schloss Rammelburg) war Domherr am Naumburger Dom und am Dom zu Magdeburg und Besitzer des Amtes Rammelburg und des Ritterguts Wahren.

## Leben und Wirken
Er entstammte dem Adelsgeschlecht Stammer, das anfangs auf das Adelsprädikat von verzichtete. Sein Vater war Echard Heinrich von Stammer auf Westdorf und Arnstedt und seine Mutter Barbara von Treschkau aus dem Hause Niedermark.
Mit 12 Jahren besuchte er in Quedlinburg die Lateinschule und studierte ab 1617 drei Jahre an der Universität Wittenberg. Danach lebte er einige Zeit  am Hof in Wien und später in Frankreich und England. 1641 erwarb Stammer am Magdeburger Dom ein Kanonikat und 1647 am Dom zu Naumburg. Daneben stand er ab 1634 als Oberstleutnant im Dienst des Kurfürsten Johann Georg I. von Sachsen. Daher erwarb er im Kurfürstentum Sachsen 1650 auch das Rittergut Wahren bei Leipzig. Nach dem Tod seines Vetters Adrian Arndt von Stammer übernahm er ab 1636 das Schloss Rammelburg im Harz, wo er 1654 starb. 
Sein Epitaph befindet sich im Magdeburger Dom.